# Hymenaster alcocki
Hymenaster alcocki is een zeester uit de familie Pterasteridae.
De wetenschappelijke naam van de soort werd in 1909 gepubliceerd door René Koehler.